# Kingston upon Hull
Kingston upon Hull, normalt blot kaldet Hull, er en by i Yorkshire and the Humber, England. Byen ligger tæt ved Englands østkyst, der, hvor floden Hull løber ud i floden Humber, omkring 40 km inde i landet fra Nordsøen, 88 km øst for Leeds, 55 km sydøst for York og 87 km nordøst for Sheffield. Med en befolkning på 260.200 (2016) indbyggere er det den fjerdestørste by i Yorkshire and the Humber.
Byen Wyke on Hull blev grundlagt i 1100-tallet af munke fra Meaux Abbey som en havn, hvorfra de kunne sælge deres uld. Den blev omdøbt til Kings-town upon Hull i 1299, og har været købstad, militært støttepunkt, handelsplads, fisker- og hvalcener og industrielmetropolis.
Hull var scenen for et tidligt slag under første engelske borgerkrig. I 1700-tallet havde parlementsmedlem William Wilberforce, en prominent rolle i af afskaffelsen af  Storbritanniens slavehandel.
Efter at have lidt stor skade under anden verdenskrig ("Hull Blitz") ramte en periode med postindustriel nedgang, hvor byen klarede sig dårligt og oplevede social afsavn og dårlig uddannet politiarbejde. I begyndelsen af 2000-tallet oplevede byen stor vækst inden for nye butikker, kommerciel handel, offentlig service og boliger inden den store recession.
Blandt byens turistattraktioner er The Hull People's Memorial, det historiske Old Town og Museum Quarter, marina og akvariet The Deep. Et andet af byens store vartegn er Humber Bridge, der krydser Humber. Byens rugby league football teams inkluderer klubberne Hull F.C. og Hull Kingston Rovers. Byens fodboldklubber er Hull City (EFL Championship) og Hull United.
Hull University blev grundlagt i 1927 og har mere end 16.000 studerende. I 2017 var Hull UK City of Culture og var vært for Turner Prize på Ferens Art Gallery.

## City
Ved sit 60 års regeringsjubilæum i 1897 gav Victoria af Storbritannien kommunen status som city.
I 1914 fik byens borgmester titlen overborgmester (Lord Mayor). Ærestitlen blev bekræftet i 1975.. Titlen blev tildelt på grund af Hulls fremtrædende position blandt de britiske havnebyer.

## Uddannelse
Byen har flere univeristeter; University of Hull der er grundlagt i 1927, Hull York Medical School grundlagt i 2003, dele af University of Lincoln, og Hull School of Art and Design fra 1861.
Derudover findes der over 100 almindelige skoler.

## Sport
Byen er hjemsted for fodboldklubben Hull City.

## Kirker
I Kingston upon Hull ligger en dansk sømandskirke med navnet Church of St. Nikolaj.
De fleste cities har en domkirke. Det har Hull ikke. Den nærmeste domkirke ligger i York. Til gengæld har Hull en stor sognekirke og sin egen underbiskop.

## Eksterne henvusninger
- Wikimedia Commons har flere filer relateret til Kingston upon Hull